# August Bernhardt
August Peter Bernhardt, född 28 september 1831 i Sobernheim, död den 14 juni 1879 i Münden, var en tysk skogsman.
Bernhardt var överforstmästare och föreståndare för skogsinstitutet i Münden. Han författade bland annat Die Waldwirthschaft und der Waldschutz (1869), Forststatistik Deutschlands (1872), Geschichte des Waldeigenthums, der Waldwirthschaft und Forstwissenschaft in Deutschland (tre band, 1872-75; hans mest framstående arbete) och Die preussischen Forst- und Jagdgesetze (två band, 1878). Han var från 1873 medlem av preussiska lantdagen och tillhörde där det konservativa partiet.